# Culex bejaranoi
Culex bejaranoi är en tvåvingeart som beskrevs av Duret 1953. Culex bejaranoi ingår i släktet Culex och familjen stickmyggor. Inga underarter finns listade i Catalogue of Life.